# Jałowość (zootechnika)
Jałowość – czasowa lub trwała niepłodność krów i jałowic, przejawiająca się niezdolnością do zapłonienia. Jałowość jest główną przyczyną obniżenia produktywności stada. Jałowe sztuki są ze stada brakowane (remont stada).

## Przyczyny
- zmiany chorobowe w narządach rozrodczych (torbiele na jajnikach, obecność trwałego ciała żółtego, zapalenie jajników, ropomacicze)[1],
- zaburzenie w cyklu jajnikowym[1],
- choroby zakaźne narządów płciowych (bruceloza, rzęsistek, mątwik płodowy)[1],
- wrodzone dziedziczne wady w budowie i czynności narządów płciowych[1],
- nieodpowiednie żywienie (niedożywienie, niedobór składników mineralnych i witamin, lub zapasienie)[1],
- niewłaściwe warunki zootechniczne pomieszczeń inwentarskich,
- niewłaściwe użytkowanie rozpłodowe (zbyt wczesne krycie).